# Näbbhassel
Näbbhassel, Corylus sieboldiana är en björkväxtart som beskrevs av Carl Ludwig von Blume. Corylus sieboldiana ingår i släktet hasslar och familjen björkväxter.
Arten förekommer i Japan på Hokkaido och Honshu, i östra Kina, på Koreahalvön och i östra Ryssland. Näbbhassel är utformad som en buske med en maximal höjd på 5 meter. Den växer i blandskogar eller i öppna landskap.

## Underarter
Arten delas in i följande underarter:
- C. s. mandshurica
- C. s. sieboldiana

## Bildgalleri

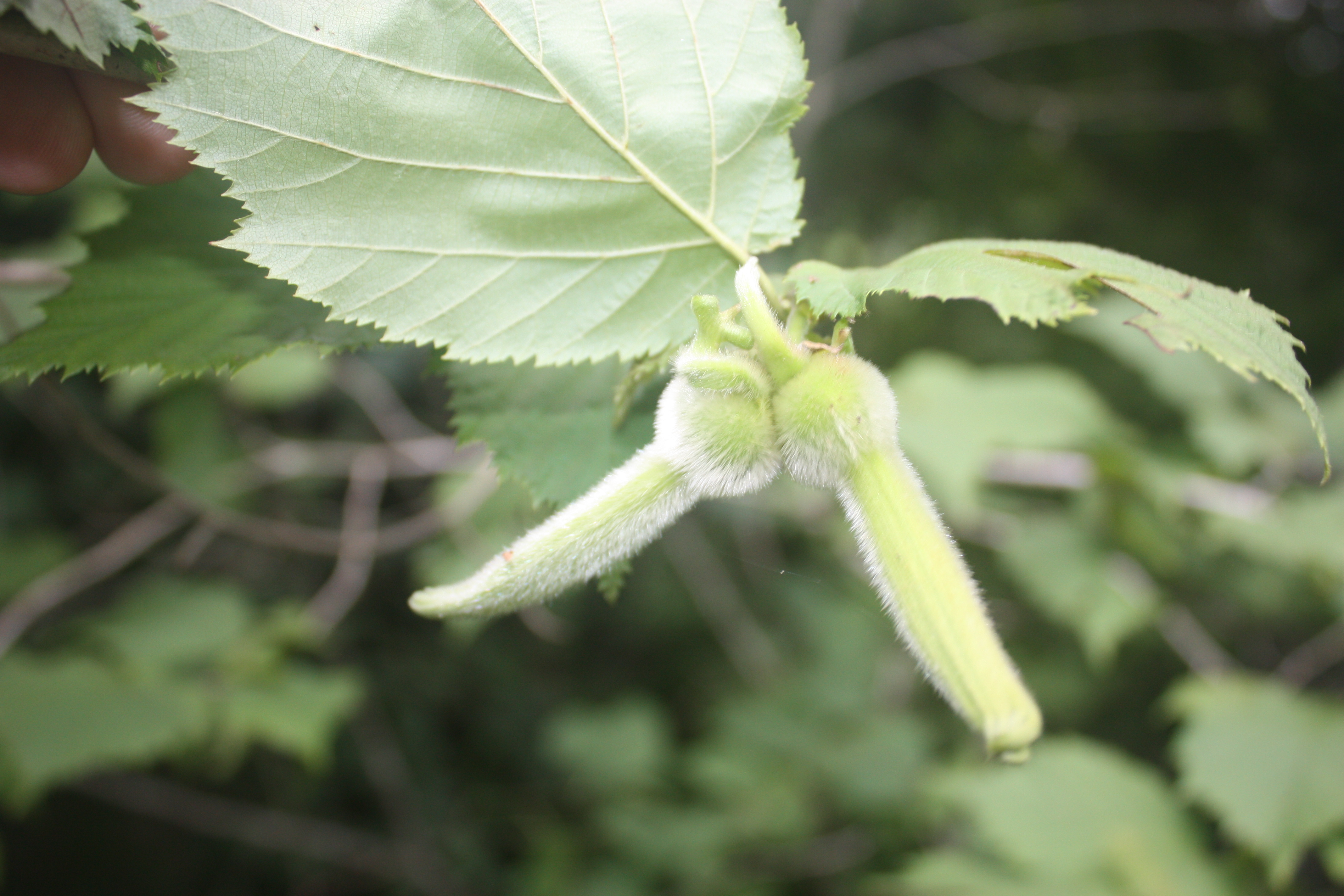